# Locaalspoorwegmaatschappij Hollands Noorderkwartier

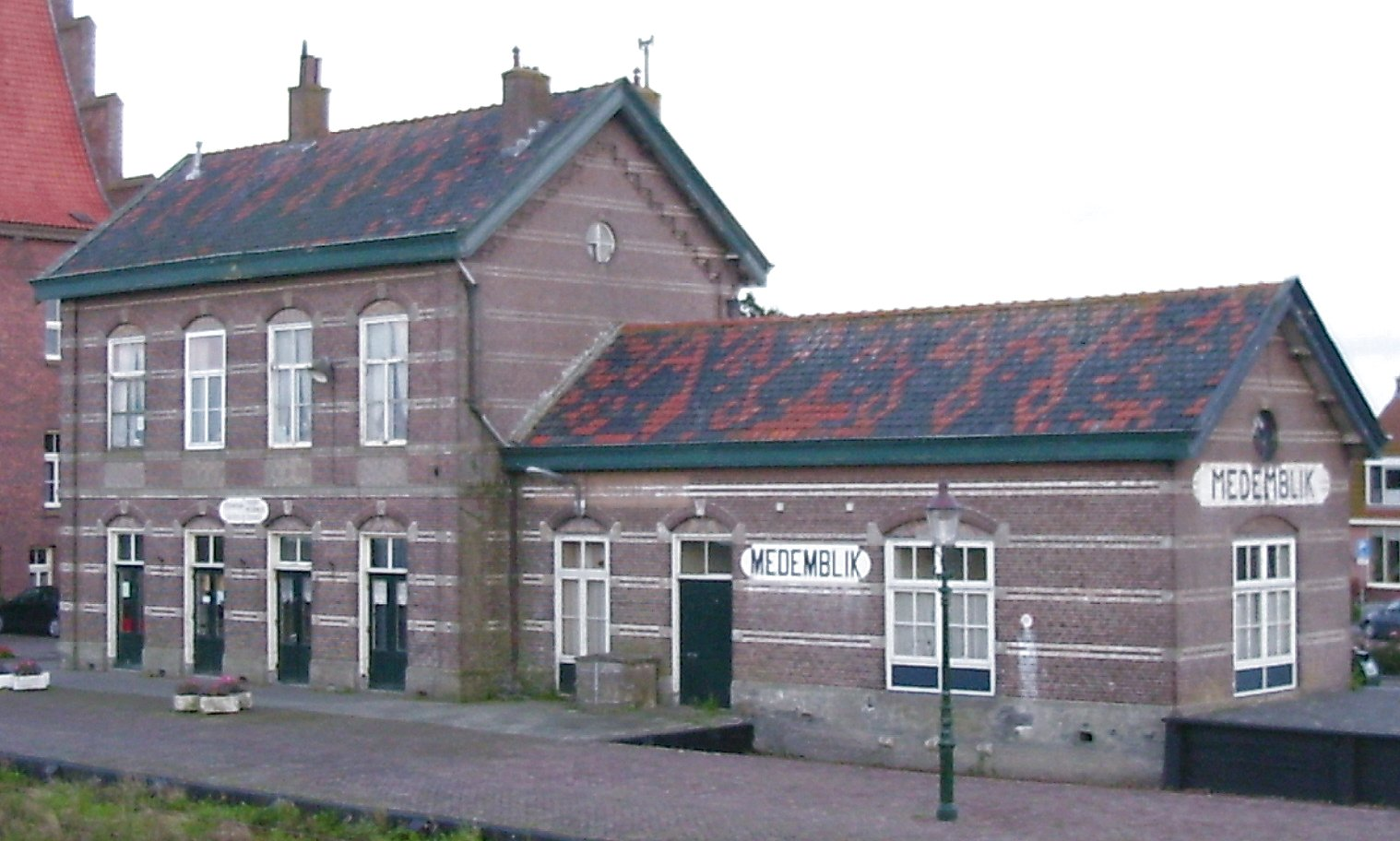
Station Medemblik

De Locaalspoorwegmaatschappij Hollands Noorderkwartier (HN, 1884-1935) bouwde een spoorlijn tussen Hoorn en Medemblik, ten behoeve van het vervoer van personen en goederen. Vanaf de opening in 1887 liet zij de spoorlijn Hoorn - Medemblik exploiteren door de Hollandsche IJzeren Spoorweg-Maatschappij (HSM).

## Oprichting van de maatschappij en aanleg van de spoorlijn
De aanleg van de spoorlijn Zaandam - Enkhuizen was de aanzet voor verschillende initiatieven om aansluitend op die lijn een aantal tramwegen of lokaalspoorwegen in West-Friesland aan te leggen, om zo het platteland beter te ontsluiten. In het oorspronkelijke spoorwegplan-Bloem uit 1873 was een 'echte' spoorweg tussen Hoorn en Medemblik voorzien, maar in het uiteindelijke plan van 1875 was die verbinding gesneuveld. Er werd een comité opgericht dat een plan opstelde en fondsen wierf. Door overheden en particulieren in het gebied werd f 380.000 bijeen gebracht. Een subsidie van f 150.000 ten behoeve van de onteigening van percelen werd van de provincie gevraagd.
In 1885 verkreeg HN van de rijksoverheid een concessie voor de aanleg en exploitatie van een lokaalspoorweg tussen Hoorn en Medemblik voor de duur van 90 jaar. De exploitatie werd het jaar daarop vergund aan de HSM.
De spoorlijn werd geopend op 3 november 1887. In het begin werd met stoomlocomotieven gereden, vanaf 1929 werd ook motortractie ingezet. Hiertoe werd een loods te Hoorn gebouwd.

## Einde van HN
Midden jaren 1930 bleek de lijn niet meer (voldoende) rendabel. Om de exploitatie van het reizigersverkeer te kunnen staken, wilde de rijksoverheid de spoorweg naasten (dat wil zeggen, aankopen, met of zonder toestemming van HN). Het eerste wetsontwerp daarvoor kwam in 1934 ter sprake. In 1935 bereikte men overeenstemming met HN, en kocht de rijksoverheid de spoorweg voor een bedrag van bijna f 300.000. Op 1 januari 1936 werd het reizigersverkeer gestaakt. De HN was op dat moment al in liquidatie.

## Na de opheffing
Het reizigersvervoer kwam tijdens de Tweede Wereldoorlog nog even terug vanwege gebrek aan brandstof voor autobussen.
Na het beëindigen van het goederenvervoer eind jaren 60 wordt de lijn thans als museumlijn uitgebaat door de Stoomtram Hoorn-Medemblik.